# Добровольчий кінний дивізіон
Добровольчий кінний дивізіон (пол. Dywizjon Jazdy Ochotniczej; «гусари смерті») — кавалерійський підрозділ Війська Польського Другої Речі Посполитої.

## Історія
23 липня 1920 року, під час польсько-більшовицької війни, у Білостоці розпочалося формування Добровольчого кінного дивізіону, що складався з двох ескадронів: кінного і пішого. До його складу увійшли вояки з кавалерії майора Яворського і Татарського кавалерійського полку, а також добровольці.
30 липня того ж року поблизу села Дзежбани частина пройшла бойове хрещення. Тоді було захоплено два кулемети, які стали основою для формування кулеметної сотні. Присяга дивізіону відбулася у Простині. 14 серпня, під час Варшавської битви, гусари були підпорядковані командиру 4-го батальйону 157-го піхотного полку і два дні поспіль билися разом з ним під Непорентом.
Перемир'я 18 жовтня застало підрозділ під Лідою. Наступні два місяці підрозділ відпочивав у Тересіні, після чого його відправили до Вільнюса. Там дивізіон був підпорядкований командиру 210-го добровольчого кавалерійського полку, поповнив його особовий склад і укомплектував ділянку польсько-литовської демаркаційної лінії Рудники-Олькеники. На той час підрозділ був відомий як 1-й гусарський дивізіон Литовського Серединного війська.
1 лютого 1921 року підрозділи дивізіон включено до складу 23-го уланського полку, пізніше його ескадрони було призначено дивізійною кавалерією 1-ї та 2-ї Литовсько-Білоруських дивізій, а 21 липня ці ескадрони переведено до складу 3-го кінно-стрілецького полку. 27 квітня 1922 року обидва ескадрони прибули до місця дислокації полку, міста Білостоку.
Гусарський дивізіон смерті ніколи не зазнавав поразок. Його відзнакою був біло-чорний прапорець із зображенням «мертвої голови» (або «адамової голови», тобто, черепу із перехрещеними кістками) або чорний із білим трикутником, «мертву голову» також було зображено на нагрудних знаках.

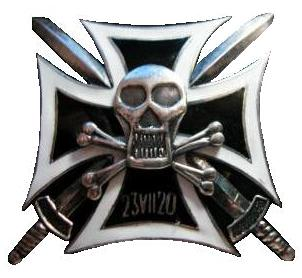
Нагрудний знак

У 2023 році Польський добровольчий корпус для своєї символіки взяв за основу нагрудний знак дивізіону.

## Особовий склад
Командування дивізіону у серпні 1920 року:
- командир — поручник Юзеф Сила-Новицький
- ад'ютант — підхорунжий Гощинський
- командир 1-го ескадрону — підпоручник Станіслав Новицький
- командир 2-го ескадрону — підхорунжий Пневський
- командир кулеметного ескадрону — хорунжий Баран